# Нормантас, Валентинас
Валентинас П. Нормантас (лит. Valentinas Normantas, род. 1941, Вильнюс) — советский и литовский шахматист, гроссмейстер ИКЧФ (1995) и тренер.

## Шахматная карьера
Основных успехов добился в игре по переписке.
В составе сборной Литовской ССР стал победителем 7-го командного чемпионата СССР (1982—1984 гг.) с лучшим результатом на 3-й доске (12 из 16) и серебряным призёром 8-го командного чемпионата СССР (1984—1987 гг.) с лучшим результатом на 5-й доске (12½ из 16).
Занял 1-е место в 34-м чемпионате Европы (1987—1994 гг.).
Стал бронзовым призёром 6-го Кубка мира ИКЧФ (1994—1999 гг.).
Победил в мемориале А. Лефковица (1994—2001 гг.).
В составе сборной Литвы стал серебряным призёром 12-го командного чемпионата мира по переписке (1998—2004, выступал на 1-й доске).
Также известен как тренер. Работал в Вильнюсской городской шахматно-шашечной школе. Позже стал директором данного учебного заведения. Среди учеников — гроссмейстер В. Малишаускас.
В 2011 г. награжден памятной медалью Департамента физической культуры и спорта при правительстве Литвы.

## Основные спортивные результаты
| Год       | Соревнование                                                          | +  | − | =  | Результат | Место                           |
| --------- | --------------------------------------------------------------------- | -- | - | -- | --------- | ------------------------------- |
| 1982—1984 | 7-й командный чемпионат СССР (сборная Литвы, 3-я доска)               |    |   |    | 12 из 16  | 1—2 на доске, команда — чемпион |
| 1984—1987 | 8-й командный чемпионат СССР (сборная Литвы, 5-я доска)               |    |   |    | 12½ из 16 | 1 на доске, команда — 2-я       |
| 1987—1994 | 34-й чемпионат Европы                                                 | 10 | 1 | 3  | 11½ из 14 | 1                               |
| 1990—1994 | Полуфинал 6-го Кубка ИКЧФ                                             | 12 | 0 | 2  | 13 из 14  | 1                               |
| 1992—1998 | Полуфинал 12-го командного чемпионата мира (сборная Литвы, 2-я доска) | 5  | 2 | 4  | 7 из 11   |                                 |
| 1994—1999 | 6-й Кубок мира ИКЧФ                                                   | 6  | 0 | 10 | 11 из 16  | 3—4                             |
| 1994—2001 | Мемориал А. Лефковица (группа В)                                      | 9  | 0 | 7  | 12½ из 16 | 1                               |
| 1998—2004 | 12-й командный чемпионат мира (сборная Литвы, 1-я доска)              | 2  | 1 | 8  | 6 из 11   | Команда — 2-я                   |